# Parakeelya
Parakeelya är ett släkte av källörtsväxter. Parakeelya ingår i familjen källörtsväxter.

## Dottertaxa tillParakeelya, i alfabetisk ordning[1]
- Parakeelya arenicola
- Parakeelya balonensis
- Parakeelya brevipedata
- Parakeelya calyptrata
- Parakeelya composita
- Parakeelya corrigioloides
- Parakeelya creethae
- Parakeelya disperma
- Parakeelya eremaea
- Parakeelya gracilis
- Parakeelya lehmannii
- Parakeelya liniflora
- Parakeelya nana
- Parakeelya papillata
- Parakeelya pickeringii
- Parakeelya pleiopetala
- Parakeelya polyandra
- Parakeelya polypetala
- Parakeelya porifera
- Parakeelya primuliflora
- Parakeelya ptychosperma
- Parakeelya pumila
- Parakeelya quadrivalvis
- Parakeelya remota
- Parakeelya reticulata
- Parakeelya schistorhiza
- Parakeelya spergularina
- Parakeelya sphaerophylla
- Parakeelya stagnensis
- Parakeelya strophiolata
- Parakeelya tumida
- Parakeelya uniflora
- Parakeelya volubilis